# Polycricus nesiotes
Polycricus nesiotes är en mångfotingart som först beskrevs av Chamberlin 1915.  Polycricus nesiotes ingår i släktet Polycricus och familjen storjordkrypare.
Artens utbredningsområde är Haiti. Inga underarter finns listade i Catalogue of Life.